# Belinda Chandra
Belinda Chandra é uma personagem fictícia criada por Russell T Davies e interpretada por Varada Sethu na série de televisão de ficção científica britânica Doctor Who. Na 15.ª temporada da série, Belinda atua como companheira do Décimo quinto Doutor (Ncuti Gatwa), uma encarnação do alienígena viajante do tempo conhecido como o Doutor. Estreando no episódio "The Robot Revolution" (2025), Belinda é inicialmente sequestrada por robôs de outro planeta e, após ser salva pelo Doutor, os dois descobrem que não conseguem retornar ao período de tempo dela na Terra. Os dois viajam juntos para usar um dispositivo chamado Vindicador com o objetivo de voltar para casa. Eventualmente, ela retorna, mas fica presa em uma realidade alternativa heteronormativa criada pela inimiga do Doutor, a Rani, na qual Belinda teve uma filha chamada Poppy com o Doutor. Depois que a criança é removida da linha do tempo junto com a realidade, o Doutor a restaura como filha de Belinda, e ela permanece na Terra para cuidar dela.
Sethu já havia interpretado a personagem Mundy Flynn no episódio "Boom" (2024). Davies ficou impressionado com sua atuação e, após conversar com a equipe de produção, ofereceu o papel de Belinda sem necessidade de audição. Diferente de outras companheiras na série, Belinda foi retratada como alguém que não queria participar das aventuras do Doutor e desejava voltar para casa, gerando atrito entre os dois personagens.
A personagem recebeu uma resposta positiva em seu episódio de estreia, com muitos críticos destacando de forma favorável sua dinâmica única com o Doutor. A conclusão de seu arco e seu papel no episódio final da temporada, "The Reality War", foram criticados, com muitos considerando que Belinda foi "desperdiçada" como personagem.

## Aparições
Doctor Who é uma série de televisão de ficção científica britânica que começou em 1963. Ela tem como protagonista o Doutor, um alienígena que viaja no tempo e no espaço em uma nave conhecida como TARDIS, juntamente com seus companheiros de viagem. Quando o Doutor morre, ele pode passar por um processo chamado "regeneração", que muda completamente sua aparência e personalidade. Ao longo de suas viagens, o Doutor frequentemente entra em conflito com várias espécies alienígenas e antagonistas.
Belinda aparece pela primeira vez no episódio de 2025 "The Robot Revolution". Vários anos antes dos eventos do episódio, ela recebe um ceritificado estelar de seu ex-namorado, Alan Budd (Jonny Green). Esse ceritificado fez com que um planeta orbitando a estrela fosse chamado de "Senhoritabelindachandra Um". Em maio de 2025, ela trabalha como enfermeira e vive em uma casa compartilhada. Robôs vindos de Senhoritabelindachandra Um a sequestram e a levam para o planeta, chamando-a de sua rainha. Eles tentam casá-la com o "Gerador de IA", o governante do planeta, mas o Décimo quinto Doutor (Ncuti Gatwa) a salva. Os dois são recapturados, e é revelado que o Gerador é na verdade Alan, que havia sido sequestrado pelos robôs muitos anos antes. Belinda e o Doutor trabalham juntos para deter Alan e se preparam para partir. O Doutor, lembrando-se de sua descendente Mundy Flynn, com quem trabalhou em um futuro distante (como visto no episódio de 2024 "Boom"), tenta convencê-la a viajar com ele, mas ela recusa e insiste para que ele a leve para casa. O Doutor concorda, mas não consegue retornar ao período de tempo de onde Belinda veio.
No episódio seguinte, "Lux", o Doutor constrói um dispositivo chamado Vindicador, que lhes permitirá retornar a maio de 2025 quando tiverem visitado locais suficientes através do tempo e do espaço. Os episódios seguintes mostram o Doutor e Belinda viajando pelo universo para reunir energia suficiente no Vindicador para voltar para casa.
O Vindicador finalmente reúne energia suficiente no final de "The Interstellar Song Contest", mas os dois acabam presos em uma realidade alternativa heteronormativa criada pela inimiga do Doutor, a Rani (Archie Panjabi e Anita Dobson). Nessa realidade, o Doutor e Belinda são reimaginados como um casal  que tem uma filha pequena chamada Poppy (Sienna-Robyn Mavanga-Phipps), sem memórias de suas vidas anteriores. O Doutor eventualmente recupera suas lembranças e também restaura as de Belinda. Quando vai confrontar a Rani e dissipar a realidade alterada, Belinda é colocada em uma sala especial junto com Poppy para evitar que a menina seja apagada quando a realidade for desfeita. Quando a realidade é restaurada, Poppy ainda é apagada da memória de ambos, mas, depois que o Doutor é lembrado de sua existência, ele causa uma regeneração no vórtice do tempo. Isso faz com que a realidade mude para que Belinda seja a mãe de Poppy, mas não filha do Doutor. Belinda fica para cuidar de Poppy enquanto o Doutor parte para se regenerar.
Fora da série de televisão, Belinda também aparece em histórias em quadrinhos publicadas pela Titan Comics, bem como em vários romances.

## Criação e desenvolvimento
Varada Sethu foi anunciada como intérprete de uma nova companheira na 15.ª temporada de Doctor Who em abril de 2024. No entanto, o nome da personagem não foi revelado antes da San Diego Comic-Con de 2024, onde foi confirmado. Antes de sua aparição como Belinda, Sethu havia interpretado a personagem Mundy Flynn no episódio "Boom" (2024); esse episódio foi exibido depois que ela já havia sido confirmada como uma companheira do Doutor, e sua participação em "Boom" não foi anunciada antes da exibição. A relação entre Flynn e Belinda não foi estabelecida no episódio, o que levou a especulações sobre o vínculo entre as duas personagens. Antes da aparição de Flynn, o conceito de um ator de uma companheira interpretar diferentes personagens antes de sua introdução como tal já havia sido usado com Clara Oswald (Jenna Coleman) na sétima temporada da série.
Sethu foi contatada para interpretar Belinda logo após dar vida a Flynn. Embora muitos atores tenham feito teste para o papel de Belinda, o showrunner Russell T Davies havia gostado muito da atuação de Sethu em "Boom", e, quando sugeriu trazê-la de volta, muitos membros da produção concordaram rapidamente, fazendo com que ela não precisasse fazer audição para o papel. A equipe de produção chamou Sethu para explicar o papel e, ao final da reunião, disseram que o papel era dela, e Sethu aceitou rapidamente interpretá-la. A introdução de Sethu como companheira fez com que sua parceria com o ator do Décimo quinto Doutor, Ncuti Gatwa, fosse a primeira vez na história de Doctor Who em que o elenco principal de uma temporada fosse inteiramente composto por pessoas não brancas.
Belinda, diferente de companheiras anteriores, não deseja viajar com o Doutor e quer voltar para a própria vida. Em uma entrevista ao Polygon, Davies explicou que a introdução de Belinda tinha o objetivo de "expandir o alcance" da série, destacando que, ao contrário da mais jovem e otimista Ruby Sunday (Millie Gibson), companheira da temporada anterior, Belinda tinha uma abordagem diferente, vendo o Doutor como alguém "louco" e "perigoso". Sethu também explicou que Belinda responsabilizava o Doutor e não o colocava "num pedestal", o que ela acreditava tornar a dinâmica nova para os fãs. Em sua estreia, Belinda critica o Doutor por testar seu DNA sem permissão, e passa a ver o estilo de vida dele como cada vez mais perigoso e preocupante à medida que ele tenta convencê-la a acompanhá-lo. Sethu disse que essa relação diferente era única por gerar atrito entre o Doutor e Belinda e que, ao longo da temporada, isso dava a oportunidade para ambos crescerem e entenderem um ao outro como realmente são. Gatwa afirmou que o relacionamento retratado na tela refletia a relação real entre ele e Sethu, de igualdade. Os dois desenvolveram uma forte amizade fora das câmeras, o que, segundo eles, transpareceu na interpretação de ambos.

## Recepção
Após sua primeira aparição em "The Robot Revolution", Belinda foi muito elogiada pela crítica, com muitos destacando positivamente sua dinâmica com o Doutor e o potencial de seu personagem ao longo da temporada. Sam Moore, do Digital Spy, afirmou que a personalidade "pé no chão" de Belinda a fazia parecer "uma pessoa completa", ecoando traços marcantes de ex-companheiras como Rose Tyler (Billie Piper) e Donna Noble (Catherine Tate). Moore acreditava que esse toque humano permitia ao público se identificar e se envolver com ela. Alex Zalban, do GamesRadar+, destacou sua introdução como uma das mais surpreendentes da série, chamando a cena em que o Doutor e Belinda se conhecem de "inquietante". Diferente de outras apresentações de companheiros, essa cena invertia a dinâmica da série, fazendo os espectadores quererem que o Doutor a levasse para casa, em vez de para aventuras. Michael Boyle, do /Film, opinou que essa abordagem criou uma dinâmica única, explorando emoções e relacionamentos raramente vistos entre o Doutor e seus companheiros. James Whitbrook, do Gizmodo, elogiou a química entre o Doutor e Belinda, destacando como sua disposição em contestá-lo tornava o relacionamento cativante. Ele também ressaltou que o desenvolvimento do duo ocorria em cena, ao contrário de Ruby Sunday, cujo vínculo com o Doutor foi construído fora da tela.
O desfecho do arco de Belinda em "The Reality War" recebeu críticas negativas. Stefen Mohamed, do Den of Geek, considerou que o episódio a deixou em segundo plano, priorizando o arco de Ruby. Will Salmon, do GamesRadar+, afirmou que o arco de Belinda foi "mal executado", reduzindo-a a "ações de homens tóxicos". Whitbrook, em outro artigo para o Gizmodo, criticou o uso da personagem no final da temporada, achando que Belinda se tornou genérica e marginalizada, abandonando as características que a destacaram em "The Robot Revolution". Ele também reprovou sua caracterização em "The Reality War", vendo-a como uma regressão a "apenas uma mãe cuidando de Poppy", o que desperdiçava seu arco de personagem. Sethu respondeu às críticas, defendendo que a escrita foi "linda" e que o fechamento do arco foi "perfeito, não consigo pensar em uma maneira melhor de completar esse círculo".